# Якобінь
Якобінь, Якобіні (рум. Iacobini) — село у повіті Арад в Румунії. Входить до складу комуни Бразій.
Село розташоване на відстані 354 км на північний захід від Бухареста, 79 км на схід від Арада, 113 км на південний захід від Клуж-Напоки, 100 км на північний схід від Тімішоари.

## Населення
За даними перепису населення 2002 року у селі проживали 235 осіб, з них 234 особи (99,6%) румунів. Рідною мовою 234 особи (99,6%) назвали румунську.